# Kenneth Arrow
Kenneth Joseph Arrow (ur. 23 sierpnia 1921 w Nowym Jorku, zm. 21 lutego 2017 w Palo Alto) – amerykański ekonomista, laureat nagrody Banku Szwecji im. Alfreda Nobla w dziedzinie ekonomii w 1972 roku.

## Życiorys
Studiował na Uniwersytecie Columbia (Nowy Jork), gdzie w 1941 uzyskał magisterium a w 1951 obronił doktorat. Lata 1946–1949 spędził na uniwersytecie, jednocześnie prowadząc badania w ramach prac Komisji Cowlesa. Od 1949 pracował na Uniwersytecie Stanforda (z wyjątkiem okresu 1968–1979, gdy wykładał na Harvardzie).
Jego najważniejsze zasługi to sformułowanie twierdzenia niemożności (znanego także jako paradoks lub twierdzenie Arrowa) i formalizacja, wspólnie z Gerardem Debreu, teorii równowagi ogólnej (dowód na istnienie równowagi ogólnej dla statycznego modelu konkurencji doskonałej). Przyczynił się do rozwoju teorii wyboru społecznego i ekonomii dobrobytu. Jego rozważania nad problematyką asymetrii informacji stanowiły istotny wkład do ekonomii ubezpieczeń (zajmuje się m.in. tematyką pokusy nadużycia). Już na emeryturze zaczął się zajmować ekonomią ekologiczną, jest współautorem słynnego artykułu Economic Growth, Carrying Capacity, and the Environment, opublikowanego w renomowanym czasopiśmie Science, w którym grupa ekonomistów i ekologów zwróciła uwagę na granice wzrostu gospodarczego wynikające z ograniczonych możliwości ekosystemów do regeneracji.
Jego dorobek naukowy to 266 artykułów naukowych, 22 książki autorstwa lub współautorstwa Arrowa oraz 24 książki, których był redaktorem.

## Wybrane publikacje
- Social Choice and Individual Values (1951)
- Essays in the Theory of Risk Bearing (1971, pol. wyd.: Eseje z teorii ryzyka, 1979)
- The Limits of Organization (1974, pol. wyd.: Granice organizacji, 1985).